# 소니아 들로네
소니아 들로네(프랑스어: Sonia Delaunay, 1885년 11월 14일~1979년 12월 5일)은 유대인 부모에게서 태어난 프랑스의 예술가로, 주로 파리에서 활동하며 보냈다. 그녀는 현재의 우크라이나인 러시아 제국에서 태어났으며, 러시아와 독일에서 정식으로 교육을 받은 후 프랑스로 이주하여 섬유, 패션, 세트 디자인 등으로 활동 분야를 넓혀 나갔다. 그녀는 파리 학파의 일원이었으며, 남편인 로베르 들로네와 다른 사람들과 함께 강렬한 색채와 기하학적 형태를 사용하는 것으로 유명한 오르피즘 예술 운동을 공동으로 결성했다. 소니아 들로네는 1964년 루브르 박물관에서 회고전을 연 최초의 살아있는 여성 예술가였으며, 1975년에는 프랑스 레지옹 도뇌르 오피시에 훈장을 받았다.
그녀는 기하학적 추상 개념과 가구, 직물, 벽 덮개, 의류 등을 예술과 결합하는 현대 디자인 활동을 했다.

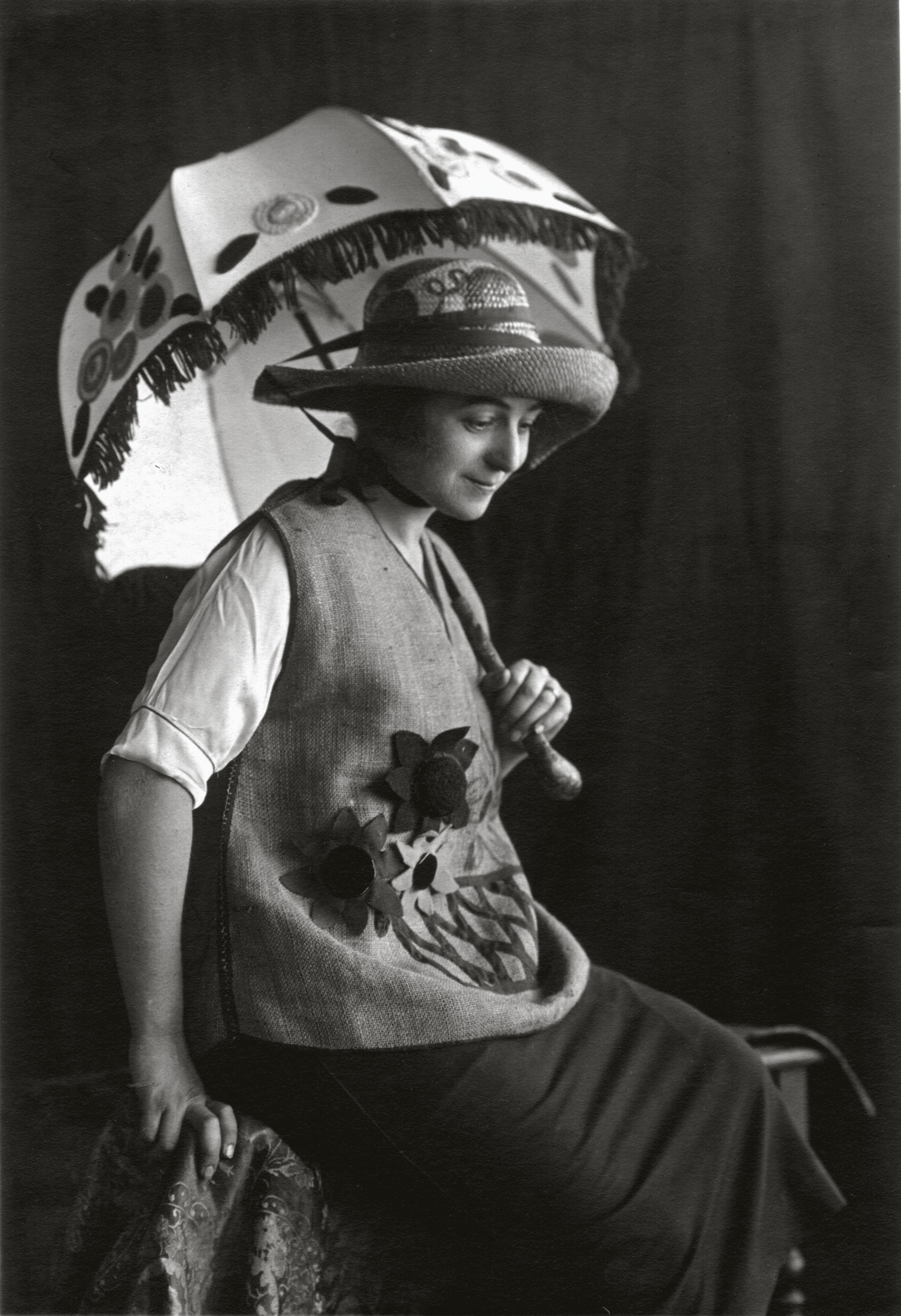
1920년경 스페인 마드리드에서 소니아 들로네

## 작품

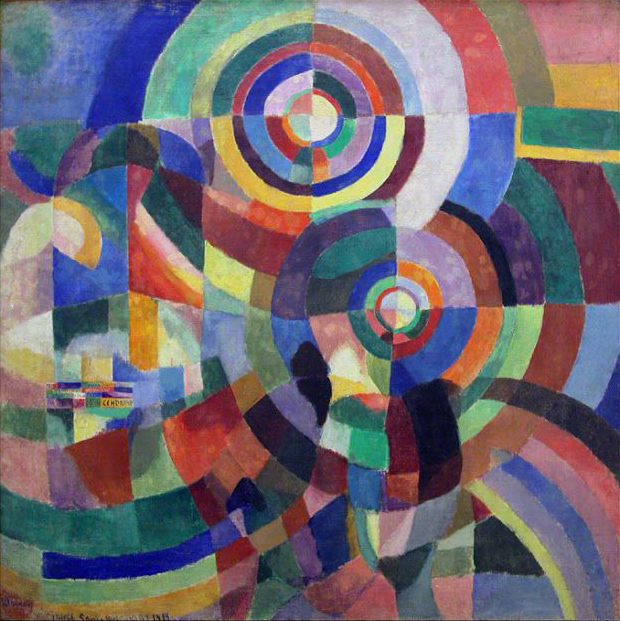
《전기 프리즘》(Prismes électriques), 1914년, 퐁피두 센터, 국립근대미술관
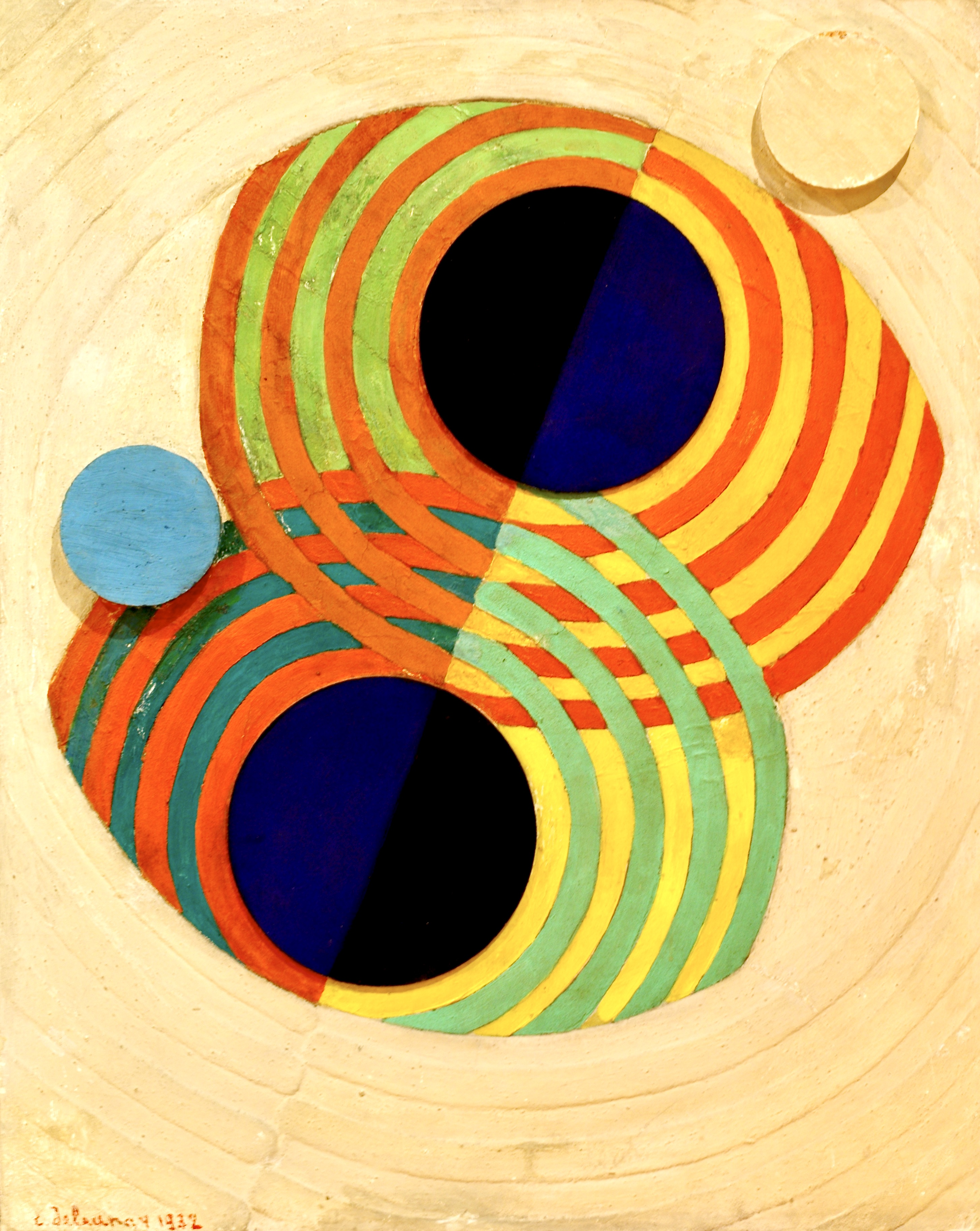
《리듬》, 1938년, 국립근대미술관
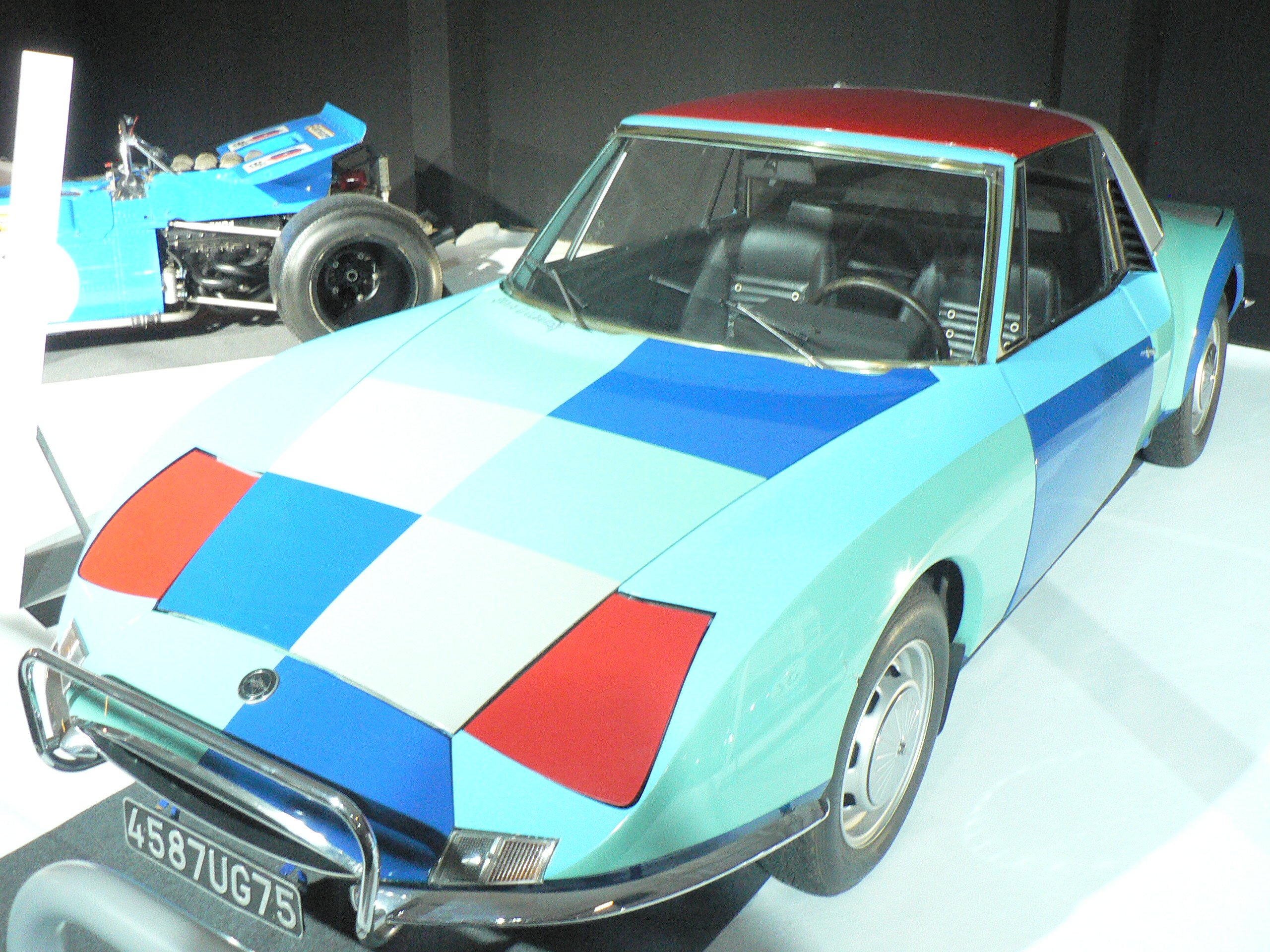
소니아 들로네가 마트라 M530A 차량에 그린 작품, 2006년 파리 모터쇼